# نادي النقل
نادي النقل الرياضي هو نادي رياضي عراقي سابق مقره في بغداد، تأسس في عام 1937 تحت اسم السكك الحديد، وتم تغيير الاسم إلى نادي النقل في عام 1974، تم الغائة النادي في عام 1975، بسبب المشاكل المالية، غادر لاعبوه للانضمام إلى نادي الزوراء، والذي أصبح أحد أكثر أندية كرة القدم العراقية نجاحًا.

## روابط خارجية
موقع كرة القدم العراقية